# 森安加代子
森安 加代子（もりやす かよこ、1986年11月14日 - ）は、日本の女優。茨城県出身。劇団東俳所属。

## 出演

### テレビ
- 特捜エクシードラフト（1992年 - 1993年、テレビ朝日 / 東映） - 美香 役
- みにくいアヒルの子（1997年、フジテレビ） - 若林きみ枝 役
- 弁護士高見沢響子4（2001年、日本テレビ）
- サザエさん
- 二子山勝治物語

### 映画
- 学校の怪談4（1999年） - 花村ユキコ 役

### 舞台
- オグリ